# Now Gallery
Now Gallery est une galerie d’art à New York, dans l’East Village à Manhattan, ouverte de  1983 à 1989.  Son fondateur était un artiste américain d’origine polonaise - Jacek Tylicki. En collaborant avec la galerie Fashion Moda, il a introduit l’Art urbain et le Graffiti dans l'art contemporain. Now Gallery présentait de jeunes artistes, performeurs, poètes et musiciens et a commencé un boom artistique dans l’East Village dans les années 1980 et qui est actuellement considéré comme un phénomène important de l’art du XXe siècle.
Voici quelques exemples d’artistes qui ont exposé dans Now Gallery de 1983 à 1989 :
- Jean-Michel Basquiat
- Mike Bidlo
- Stefan Eins
- Ron English
- John Fekner
- Rodney Greenblat
- Keith Haring
- Mark Kostabi
- Willoughby Sharp
- Leonid Sokov
- Krzysztof Wodiczko
- Kevin Larmee